# Фрейшу-де-Ешпада-а-Сінта (парафія)
Фрейшу-де-Ешпада-а-Сінта (порт. Freixo de Espada à Cinta; МФА: [ˈfɾɐj.ʃu dɨ ʃ.ˈpa.dɐ à ˈsĩ.tɐ]) — парафія в Португалії, у муніципалітеті Фрейшу-де-Ешпада-а-Сінта. Розташована в північно-східній частині країни, на теренах історичної португальської провінції Трансмонтана. Входить до складу округу Браганса. За адміністративним поділом, чинним до 1976 року, терени парафії були складовою провінції Трансмонтана і Верхнє Дору. Належить до Брагансько-Мірандської діоцезії Католицької церкви. Патрон — святий Михаїл. Площа — 74,7615 км². Населення — 2188 ос. (2011). Слабо урбанізований регіон. Густота населення — 29,27 осіб/км²
. Код — 040402.

## Населення
| Кількість мешканців | Кількість мешканців | Кількість мешканців | Кількість мешканців | Кількість мешканців | Кількість мешканців | Кількість мешканців | Кількість мешканців | Кількість мешканців | Кількість мешканців | Кількість мешканців | Кількість мешканців | Кількість мешканців | Кількість мешканців | Кількість мешканців |
| ------------------- | ------------------- | ------------------- | ------------------- | ------------------- | ------------------- | ------------------- | ------------------- | ------------------- | ------------------- | ------------------- | ------------------- | ------------------- | ------------------- | ------------------- |
| 1864                | 1878                | 1890                | 1900                | 1911                | 1920                | 1930                | 1940                | 1950                | 1960                | 1970                | 1981                | 1991                | 2001                | 2011                |
| 1 935               | 2 154               | 2 133               | 2 285               | 2 439               | 2 322               | 2 505               | 2 692               | 2 500               | 2 581               | 2 202               | 2 396               | 2 261               | 2 131               | 2 188               |